# Pixerécourt (Meurthe-et-Moselle)
Pour les articles homonymes, voir Pixerécourt.
Pixerécourt est un ancien fief et une ancienne commune du département de Meurthe-et-Moselle. Située au nord de Malzéville au bord de la Meurthe, la commune est rattachée à Malzéville par décret présidentiel du 5 avril 1884.

## Toponymie
Villa Porcheræ curtis, Purcherei curtis (932) ; Portyeriaci curtis (960) ; Porteriaci curtis (965) ; Pixerecourt (1130) ; Pucherecourt (1258) ; Pisserécourt (1306) ; Pincherecourt (1330).

## Politique et administration

### Liste des maires
| Période                                  | Période      | Identité                                 | Étiquette | Qualité     |
| ---------------------------------------- | ------------ | ---------------------------------------- | --------- | ----------- |
| Les données manquantes sont à compléter. |              |                                          |           |             |
| 1799                                     | 1799         | Dominique BADET                          |           |             |
| 1800                                     | 1810         | Jean URION                               |           |             |
| 1810                                     | 1814         | Ange Louis EUZEBON, marquis de KERSALAUM |           |             |
| 1814                                     | 1815         | le marquis de CHATENOIS                  |           |             |
| 1815                                     | 1820         | Dominique HOUZELOT                       |           |             |
| 1820                                     | 1823         | Étienne BLAISE                           |           |             |
| mai 1823                                 | 1831         | Joseph EULRIET                           |           |             |
| 1831                                     | 1832         | François CREMPT                          |           | meunier     |
| 1833                                     | 1834         | Antoine BOUTSERIN                        |           | meunier     |
| 1834                                     | mars 1848    | Antoine Nicolas VIRIOT                   |           | cultivateur |
| mars 1848                                | août 1848    | François POIRSON                         |           | vigneron    |
| août 1848                                | 1860         | François VIRIOT                          |           |             |
| 1860                                     | 1864         | JOSSET                                   |           |             |
| 1864                                     | 1871         | MOZLOT                                   |           |             |
| 1871                                     | 1879         | JOSET                                    |           |             |
| 1879                                     | 5 avril 1884 | THIRION                                  |           |             |

## Démographie
| 1793 | 1800 | 1806 | 1821 | 1831 | 1836 | 1841 | 1846 | 1851 |
| ---- | ---- | ---- | ---- | ---- | ---- | ---- | ---- | ---- |
| 80   | 97   | 92   | 75   | 69   | 73   | 75   | 67   | 77   |

| 1856 | 1861 | 1872 | 1876 | 1881 | - | - | - | - |
| ---- | ---- | ---- | ---- | ---- | - | - | - | - |
| 85   | 75   | 93   | 96   | 104  | - | - | - | - |

## Culture locale et patrimoine

### Lieux et monuments

#### Édifices civils
- Château de Pixerécourt qui fut aussi appelé par le passé Château O'Gorman, château construit en 1860 d'après les plans de Corrard des Essarts de style XVIIIe siècle, remplaçant un château plus ancien du XVIIe siècle. Parmi les châtelains successifs, il convient de citer René-Charles Guilbert de Pixerécourt, Ferdinand Alfred comte O'Gorman et Émile Driant qui en fut locataire.

À partir de 1924, le château, racheté par le diocèse de Nancy, cesse d'être une habitation à usage familial et devient une colonie de vacances, puis à partir de 1934, une annexe du petit séminaire de Bosserville. Au tout début des années 1950, le domaine (le château, l'église, la ferme et les 155 hectares de terre) est vendu au département de Meurthe-et-Moselle qui y installe le lycée agricole.
L'avenir de ce château est menacé, du fait de son entretien lourd. La question de le détruire a été évoquée en janvier 2002 et en janvier 2018. Ces questions font suite à la rénovation au début des années 2000 du Lycée Mathieu-De-Dombasle (Pixerécourt) et du départ de son administration du château pour des bâtiments neufs.

#### Édifice religieux
- Chapelle Saint-Pierre, de style néo-roman, construite par le comte O'Gorman à l'emplacement de l'ancienne église communale. Elle accueille actuellement le musée Mathieu-de-Dombasle[4] du lycée agricole de Pixérécourt.

### Personnalités liées à la commune
- René-Charles Guilbert de Pixerécourt, 1773-1844, dramaturge.
- Ferdinand Alfred comte O'Gorman, 1825-1900, rentier et défenseur de la foi catholique. Il reconstruisit le château sous le Second Empire.
- Émile Driant, 1855-1916, officier, écrivain, député de Nancy, tombé glorieusement au Bois des Caures (Verdun) le 22 février 1916. Pendant son mandat de député, il avait loué le château de Pixerécourt à la famille O'Gorman.